# Cutting
Cutting là một xã trong vùng Grand Est, thuộc tỉnh Moselle, quận Château-Salins, tổng Dieuze. Tọa độ địa lý của xã là 48° 50' vĩ độ bắc, 06° 50' kinh độ đông. Cutting nằm trên độ cao trung bình là 253 mét trên mực nước biển, có điểm thấp nhất là 213 mét và điểm cao nhất là 256 mét. Xã có diện tích 5,62 km², dân số vào thời điểm 2005 là 139 người; mật độ dân số là 25,3 người/km². Xã nằm về phía đông của Dieuze.

## Thông tin nhân khẩu
| 1962 | 1968 | 1975 | 1982 | 1990 | 1999 |
| ---- | ---- | ---- | ---- | ---- | ---- |
| 171  | 206  | 184  | 165  | 155  | 147  |